# Brooklyn Beckham
Brooklyn Joseph Peltz Beckham (Londra, 4 marzo 1999) è un modello e fotografo britannico.

## Biografia
Brooklyn Joseph Peltz Beckham è nato a Londra, figlio di David Beckham e Victoria Beckham. Si dice che si chiami Brooklyn perché è stato concepito a Brooklyn, New York, ma in realtà è il luogo dove sua madre ha scoperto di essere incinta e in cui David Beckham è andato dopo il Mondiale del 1998. È cresciuto a Madrid, in Spagna, mentre suo padre giocava per il Real Madrid e a Los Angeles, in California, quando Beckham senior giocava per i LA Galaxy. Lui e i suoi fratelli minori Romeo e Cruz hanno imparato a parlare fluentemente lo spagnolo, perfezionando l'accento americano mentre vivevano in California. 
Ha tre fratelli più piccoli: Romeo Beckham, Cruz David e la sorella Harper Seven. 
I suoi padrini sono Elton John, David Furnish ed Elizabeth Hurley.

### Carriera
All'età di 15 anni ha lavorato part-time in un bar a West London. Nel 2014 viene messo sotto contratto per un anno dall'Arsenal.
Ha iniziato a fare il modello nel 2014. È comparso in editoriali e copertine per Vogue China, Miss Vogue, Interview, L'Uomo Vogue, T: The New York Times Style Magazine e Dazed Korea. È stato fotografato da Bruce Weber, Terry Richardson, Daniel Jackson e Alasdair McLellan.
Nel 2016, all'età di 16 anni, ha fotografato una campagna per Burberry BRIT, con le modelle Ben Rees, Carvell Conduah, Eliza Thomas, Liv Mason Pearson e Maddie Demaine. L'assunzione di Beckham per la campagna è stata accolta con critiche da diversi importanti fotografi. Chris Floyd ha definito la decisione di Burberry di impiegare Beckham una "svalutazione della fotografia" e "puro nepotismo", mentre il fotografo di moda Jon Gorrigan l'ha definita un esempio di "un po' di ingiustizia in molte aree" dell'industria.
Nel 2017, Beckham ha annunciato che avrebbe conseguito una laurea in fotografia alla Parsons School of Design presso The New School di New York. Dopo un anno negli Stati Uniti, tuttavia, nel 2018 ha deciso di tornare nel Regno Unito per un prestigioso stage di fotografia. Nel 2019 ha lavorato come stagista per il fotografo britannico Rankin.
Beckham ha un forte seguito di fan cinesi; è stato il volto dei telefoni Android Huawei Honor 8 accanto a Scarlett Johansson, Karlie Kloss e Henry Cavill.

### Vita privata
Brooklyn e Nicola Peltz hanno iniziato a frequentarsi nel 2019. L’11 luglio 2020 hanno annunciato il fidanzamento. Si sono sposati il 9 aprile 2022 nella villa di Palm Beach di proprietà della famiglia della sposa.

## Filmografia

### Televisione
- Victoria Beckham: Coming to America (2002)
- Hell's Kitchen – serie TV, 1 Episodio (2012)
- David Beckham: Into the Unknown (2014)

## Curiosità
- Brooklyn appare nel video della canzone Wake Up dei The Vamps.